# Pelling
Pelling est un village indien situé dans l'état indien du Sikkim, district du Sikkim occidental.

## Transports
- Aéroport de Bagdogra

## Lieux à voir
- Rani Dhunga (en) : mont sacré
- Lac Khecheopalri : lac sacré autant pour les hindous que pour les bouddhistes, confrontés aujourd'hui à un développement touristique important.
- monastère de Pemayangtse

## Galerie

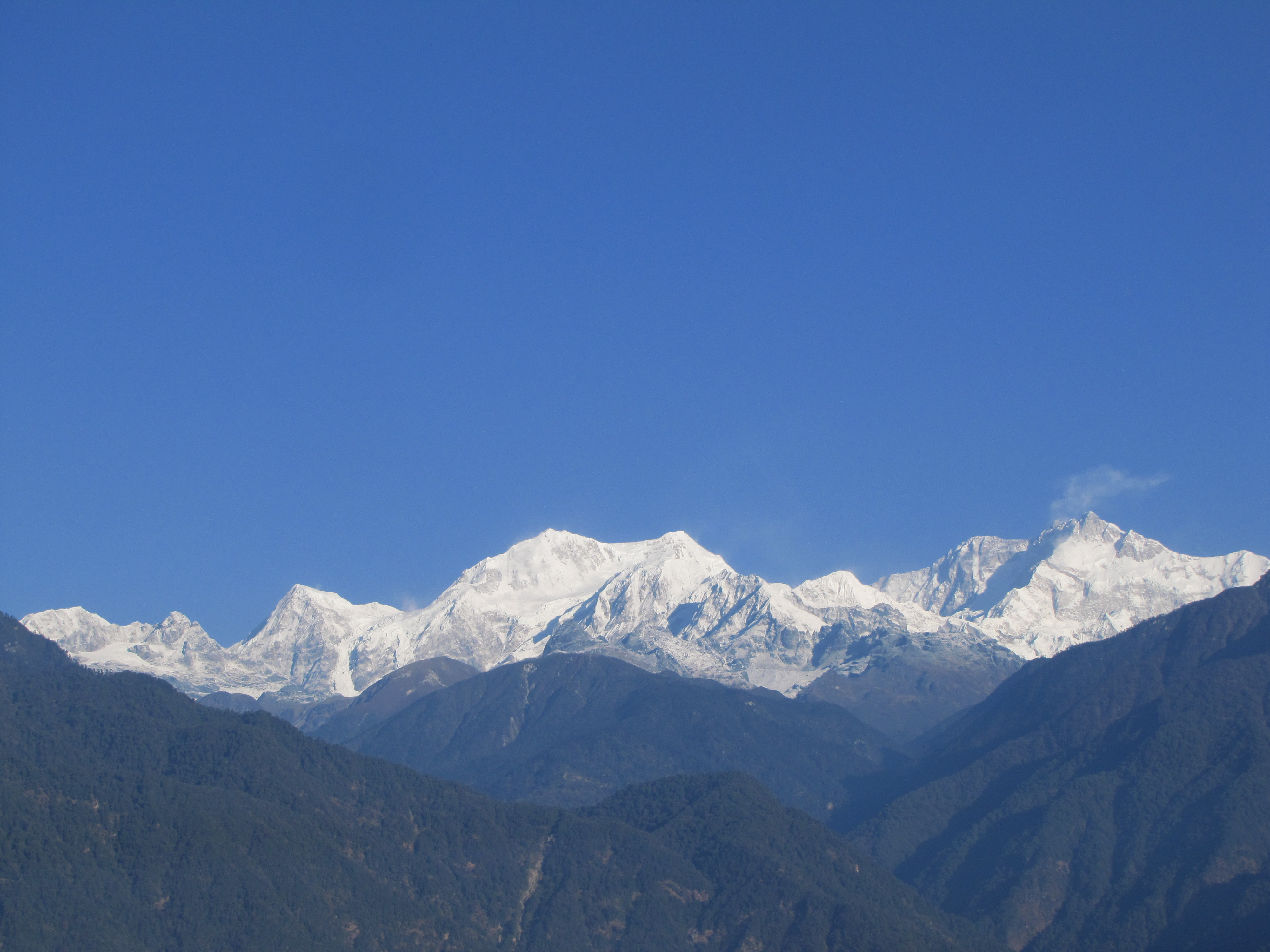
Le Kanchenjunga vu de puis Pelling
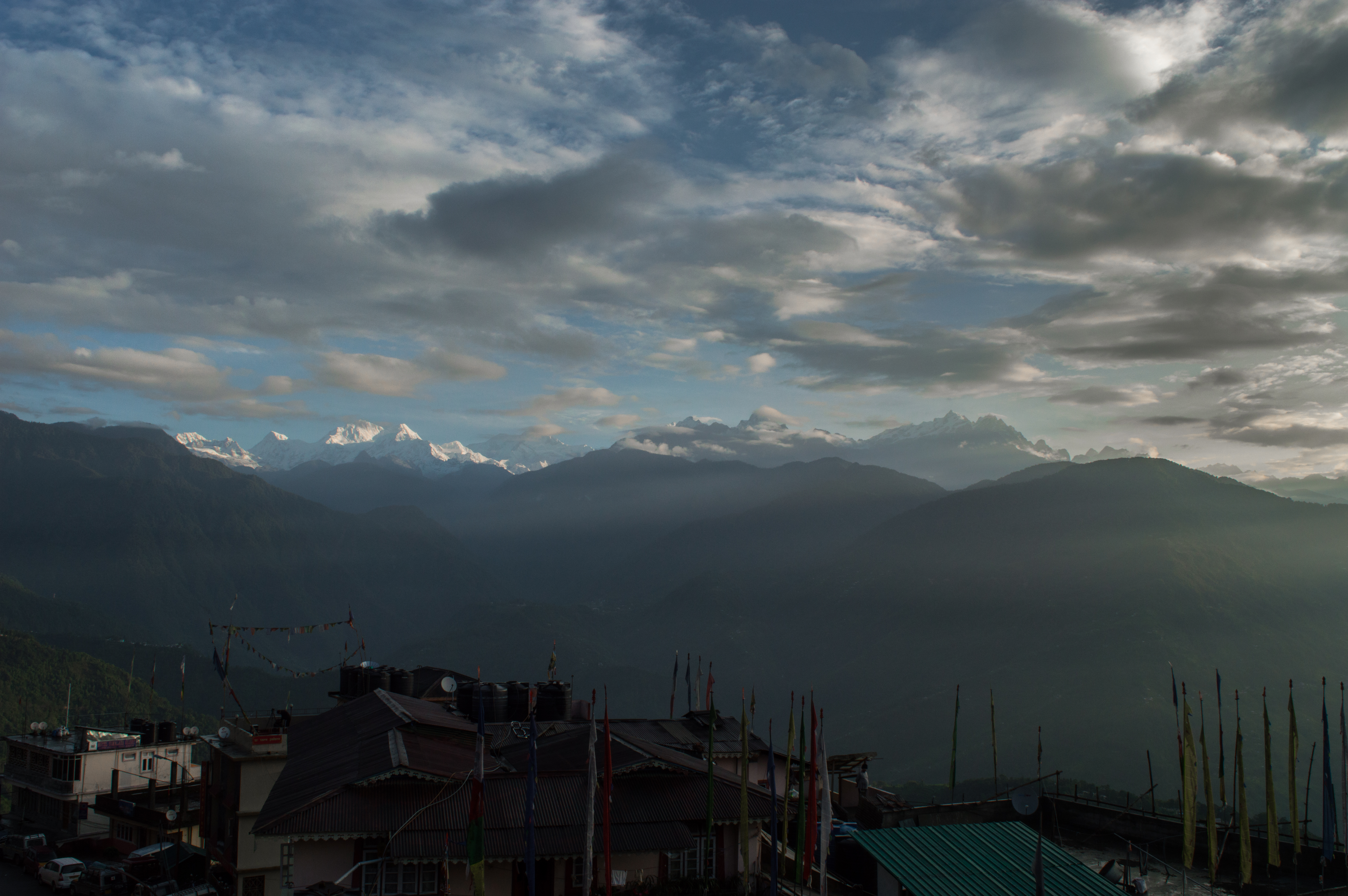
Le Kanchenjunga vu de puis Pelling
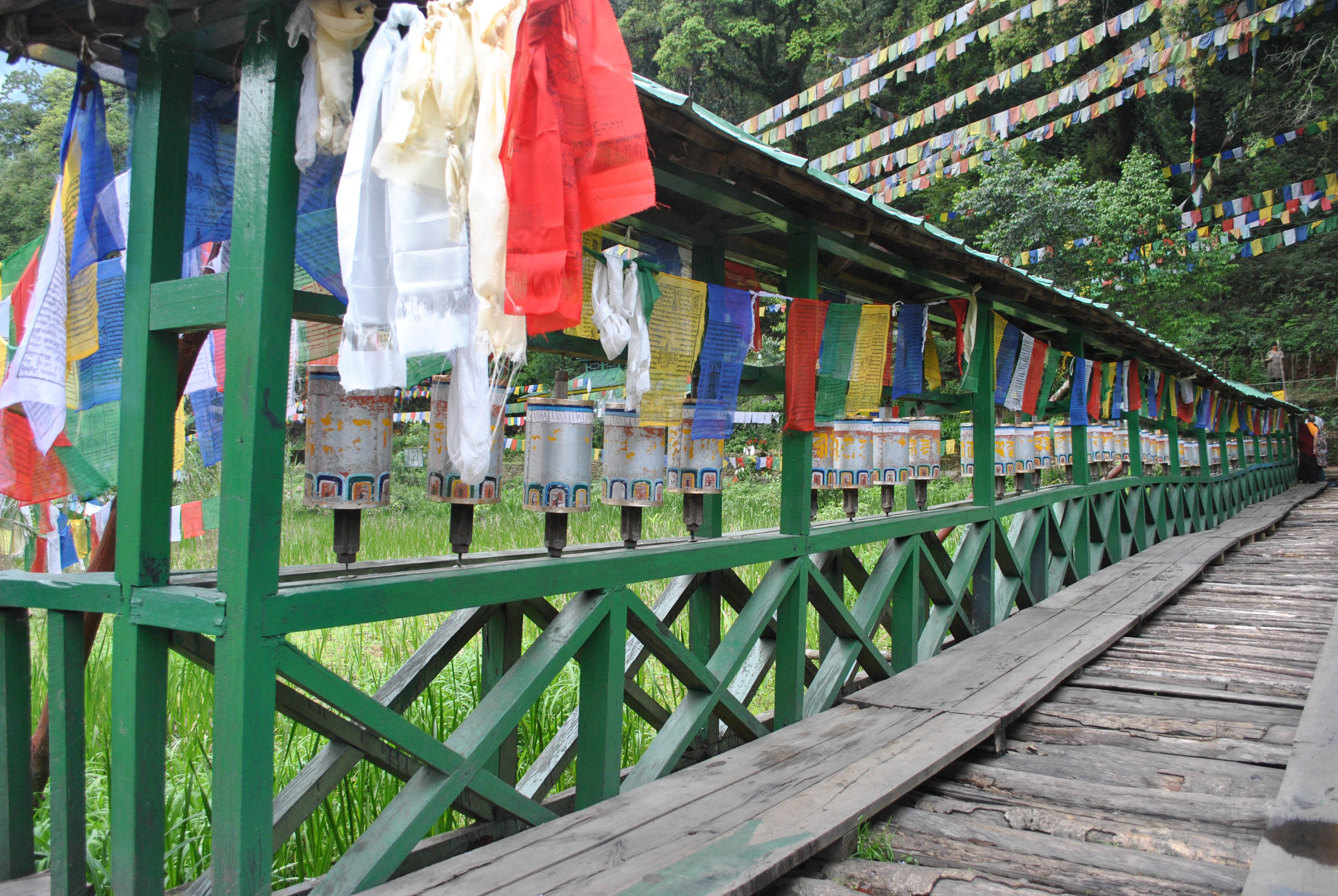
Passerelle menant au Lac Khecheopalri
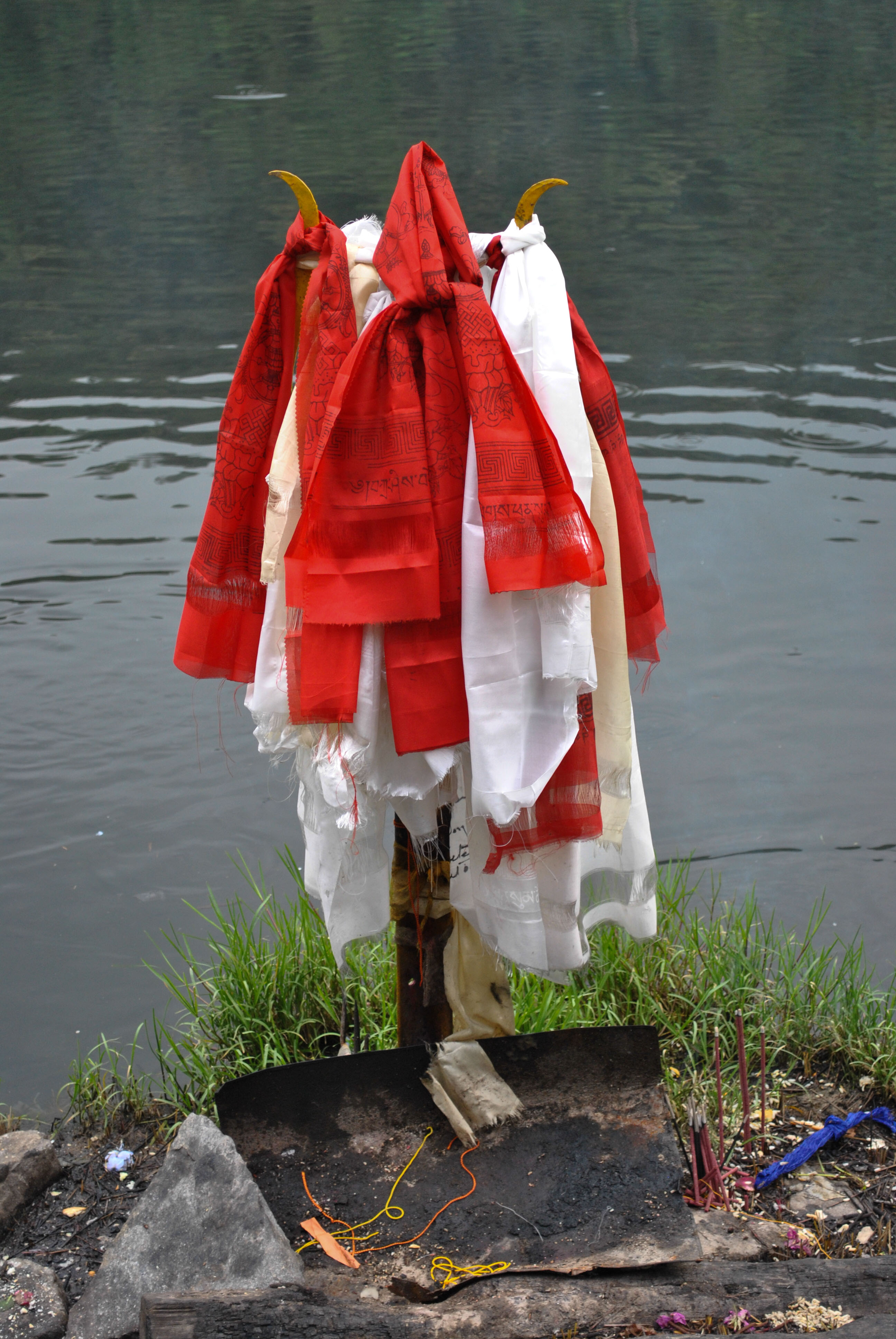
Trident au Lac Khecheopalri